# Équipe d'Irlande de rugby à XV à la Coupe du monde 2011
L'équipe d'Irlande de rugby à XV participe à la coupe du monde de rugby à XV 2011, sa septième participation en autant d'épreuves. L'Irlande gagne quatre rencontres au premier tour et termine première de poule. Elle s'incline en quart de finale contre l'équipe du pays de Galles de rugby à XV. 

## Les 30 sélectionnés
Declan Kidney a annoncé sa liste des trente joueurs pour la Coupe du monde de rugby à XV 2011 le 22 août 2011. Shane Jennings est appelé de dernière minute pour remplacer David Wallace, blessé en match de préparation. Damien Varley est appelé pour remplacer Jerry Flannery qui souffre d'une déchirure au mollet gauche contractée à l'entraînement avant d'affronter l'Australie.
| Entraîneur | Entraîneur             | Declan Kidney                                                          |
| Avants     | Pilier                 | Tony Buckley, Tom Court, Cian Healy, Mike Ross                         |
| Avants     | Talonneur              | Rory Best, Jerry Flannery, Sean Cronin, Damien Varley                  |
| Avants     | Deuxième ligne         | Donncha O'Callaghan, Paul O'Connell, Leo Cullen                        |
| Avants     | Troisième ligne aile   | Stephen Ferris, Donnacha Ryan, Sean O'Brien, Shane Jennings            |
| Avants     | Troisième ligne centre | Jamie Heaslip, Denis Leamy                                             |
| Arrières   | Demi de mêlée          | Isaac Boss, Eoin Reddan, Conor Murray                                  |
| Arrières   | Demi d'ouverture       | Jonathan Sexton, Ronan O'Gara                                          |
| Arrières   | Centre                 | Brian O'Driscoll (cap.), Gordon D'Arcy, Fergus McFadden, Paddy Wallace |
| Arrières   | Ailier                 | Tommy Bowe, Andrew Trimble, Keith Earls                                |
| Arrières   | Arrière                | Rob Kearney, Geordan Murphy                                            |

## La Coupe du monde

### Matchs de poule
Conformément au tirage au sort effectué le 1er décembre 2008 à Londres, les équipes d'Australie, d'Irlande, d'Italie, des États-Unis et de Russie composent cette poule. Le premier de ce groupe affronte le second de la Poule D et le deuxième de ce groupe affronte le premier de la Poule D.
L'Irlande réalise la plus grande performance de ce premier tour, l'Irlande termine première du groupe C, invaincue après un match gagné face à l'Australie ; le XV du Trèfle se présente désormais en position favorable pour disputer une demi-finale. Pour cela les Irlandais doivent s'imposer en quart de finale face au pays de Galles.
| Rang | Pays       | J | V | N | D | Em | Ee | Bo | Bd | Pm  | Pe  | Diff | Pts |
| ---- | ---------- | - | - | - | - | -- | -- | -- | -- | --- | --- | ---- | --- |
| 1    | Irlande    | 4 | 4 | 0 | 0 | 15 | 3  | 1  | 0  | 135 | 34  | +101 | 17  |
| 2    | Australie  | 4 | 3 | 0 | 1 | 25 | 4  | 3  | 0  | 173 | 48  | +125 | 15  |
| 3    | Italie     | 4 | 2 | 0 | 2 | 13 | 11 | 2  | 0  | 92  | 95  | -3   | 10  |
| 4    | États-Unis | 4 | 1 | 0 | 3 | 4  | 18 | 0  | 0  | 38  | 122 | -84  | 4   |
| 5    | Russie     | 4 | 0 | 0 | 4 | 8  | 29 | 0  | 1  | 57  | 196 | -139 | 1   |

### Quart de finale
Les espoirs nés du premier tour ne sont pas confirmés : l'Irlande s'incline en quart de finale contre l'équipe du pays de Galles de rugby à XV. 
| 8 octobre 18 h 00 UTC+13 | Irlande                                                                            | 10 – 22 (3 – 10) | Pays de Galles | Westpac Stadium, Wellington 35 787 spectateurs Arbitre : Craig Joubert |
| 8 octobre 18 h 00 UTC+13 | Essai(s) : Earls (45e) Transformation(s) : O'Gara (46e) Pénalité(s) : O'Gara (24e) |                  | Essai(s) : S. Williams (3e), Phillips (51e), J. Davies (64e) Transformation(s) : Priestland 2 (4e, 65e) Pénalité(s) : Halfpenny (28e) | Westpac Stadium, Wellington 35 787 spectateurs Arbitre : Craig Joubert |
| 8 octobre 18 h 00 UTC+13 |                                                                                    |                  | | Westpac Stadium, Wellington 35 787 spectateurs Arbitre : Craig Joubert |